# Vladimir Voronkov
Vladimir Voronkov (en ruso: Владимир Петрович Воронков;Tougaïevo, 20 de marzo de 1944 - Odintsovo, 25 de septiembre de 2018) fue un esquiador soviético especialista en esquí de fondo, que compitió en la década de los 60 y 70. Voronkov entrenó en las sociedades deportivas de las fuerzas armadas de Moscú. Se colgó el oro en las prueba de 4 x 10 km de los Juegos Olímpicos de Sapporo 1972 en el equipo de Unión Soviética. Voronkov también acabó cuarto en la prueba de los 30 km en los Juegos Olímpicos de Grenoble 1968. También ganó el oro con el equipo soviético en la prueba de los relevos 4x10 de los Mundiales de esquí nórdico de Vysoké Tatry de 1970.